# Dolby Laboratories
Dolby Laboratories, Inc. è una società fondata nel 1965 con sede negli Stati Uniti d'America che sviluppa tecnologie audio.
Afferisce all'Istituto europeo per le norme di telecomunicazione (ETSI).

## Storia
La Dolby Laboratories è stata fondata nel 1965 da Ray Dolby in Inghilterra e trasferita nel 1976 negli Stati Uniti. Il primo prodotto commercializzato è stato il Type A Dolby Noise Reduction per la riduzione del rumore di audio analogico, destinato alle società discografiche.
Ray Dolby venne poi persuaso da Henry Kloss della KLH a produrre una versione consumer del suo sistema di riduzione del rumore. La tecnologia, uscita nel 1968 e denominata Type B Dolby Noise Reduction, venne licenziata ad alcuni produttori di componenti per l'elettronica di consumo.
In seguito Ray Dolby si dedicò al miglioramento del sonoro cinematografico. Il primo film ad utilizzare la tecnologia Dolby fu Arancia meccanica del 1971 per il quale il Dolby A venne usato nelle fasi di pre-missaggio e masterizzazione, ma non per l'incisione della pellicola cinematografica. Il primo film per il quale il Dolby A venne usato anche sulla pellicola cinematografica fu Callan uscito nel 1974.
Nel 1975 la Dolby Laboratories presentò il Dolby Stereo che aggiungeva alla riduzione del rumore di fondo anche ulteriori canali audio rispetto a quelli presenti nella stereofonia. Il primo film con sonoro Dolby Stereo fu Lisztomania. Nel giro dei successivi 10 anni, nel mondo, oltre seimila sale cinematografiche vennero attrezzate per la riproduzione del Dolby Stereo. Nel 1982 la tecnologia venne semplificata per un uso domestico con il Dolby Surround e migliorata negli anni seguenti con il Dolby Pro Logic, Dolby Pro Logic II e Dolby Pro Logic IIx.
Nel 1992 fu sviluppata per il cinema una tecnologia di compressione audio digitale denominata AC-3 che diede vita al Dolby Stereo Digital rinominato in seguito semplicemente Dolby Digital. Nel 1995 l'AC-3 venne introdotto anche nell'home cinema con il Dolby AC-3 rinominato in seguito anch'esso Dolby Digital, ma ebbe inizialmente scarsa fortuna commerciale, principalmente per la necessità di acquistare apparati dedicati, fino a quando non fu adottato come parte delle specifiche del DVD-Video. Attualmente il Dolby Digital è utilizzato nella televisione digitale, nel DVD-Video, nell'HD DVD e nel Blu-ray Disc.

## Tecnologie sviluppate
Standard di audio analogico:
- Dolby A-type Noise Reduction
- Dolby B-type Noise Reduction
- Dolby C-type Noise Reduction
- Dolby S-type Noise Reduction
- Dolby FM per FM broadcast radio.
- Dolby HX Pro

Standard di audio multicanale:
- Dolby Stereo
- Dolby Stereo Spectral Recording
- Dolby Surround
- Dolby Surround Pro Logic II

Standard di audio digitale:
- Dolby Digital
- Dolby Digital Surround EX[3]
- Dolby Digital Plus
- Dolby E Dolby E selected hardware
- Dolby TrueHD
- Dolby Atmos
- Dolby Digital Live[4]

Decoder/processori audio:
- Dolby Surround
- Dolby Surround Pro Logic
- Dolby Surround Pro Logic II
- Dolby Surround Pro Logic IIx
- Dolby Surround Pro Logic IIz
- Dolby Digital Virtual Speaker[5]
- Dolby Headphone[5]
- Dolby Volume[6]

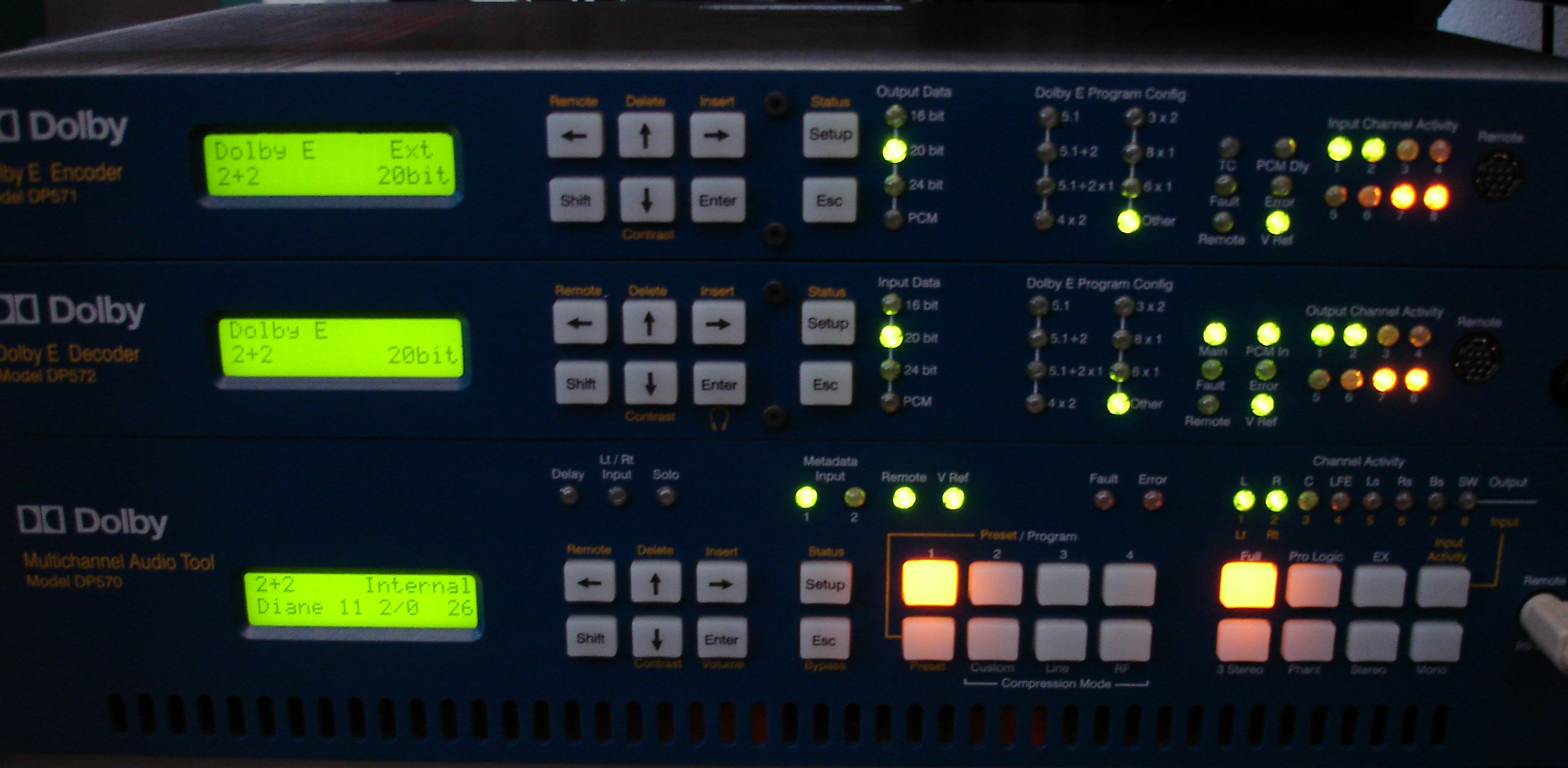
Dolby E selected hardware

- Dolby Mobile per dispositivi mobili come HTC Desire HD, LG Arena, LG Renoir

### Processazione video
- Dolby Contrast[7]
- Dolby Vision[8]

### Digital Cinema
- Dolby Digital Cinema[9]
- Dolby 3D[10]
- Dolby Atmos[11]

### SuonoLive
- Dolby Lake Processor[12]